# Samus Mex
Samus Mex este o companie producătoare de mobilă din Dej, România.
Compania a fost privatizată în anul 1990, iar din 1996 a fost achiziționată de către Mobexpert și face parte în prezent din grupul Mobexpert.
Număr de angajați:
- 2009: 453[1]
- 2004: 1.100[2]
- 2000: 1.400[2]

Cifra de afaceri:
- 2008: 8,7 milioane euro[1]
- 2007: 10,3 milioane euro[1]
- 2006: 11,1 milioane euro[1]
- 2003: 500 miliarde lei vechi[2]
- 1996: 28,1 miliarde lei vechi[2]